# Biernatów (Opole)
Pour les articles homonymes, voir Biernatów.
Biernatów est une localité polonaise de la gmina et du powiat de Głubczyce en voïvodie d'Opole.